# Niklaus Vintler
Niklaus Vintler (auch: Nikolaus oder Niklas Vintler) (* um 1345; † 1413) war ein reicher Bürger von Bozen und bedeutendster Angehöriger der frühen Vintler. Als Oberster Amtmann stand er ab 1392 im Auftrag der Habsburger an der Spitze des Finanzverwaltung der Grafschaft Tirol.

## Leben
Niklaus war der Sohn von Konrad II. Vintler und Agnes Weiss (genannt die Vintlerin). Niklaus Vintler dürfte um 1345 geboren sein. Seit 1367 erscheint er häufig in den Urkunden. Zur damaligen Zeit besitzen die Vintler bereits mehrere Gebäude in der Stadt. 
Niklaus Vintler bekleidete unter Herzog Leopold III. wichtige Ämter in Tirol, so war er landesfürstlicher Amtmann an der Etsch und bekam 1368 – gemeinsam mit seinen Brüdern Franz und Hans – das wichtige kommunale Versorgungsamt der Bozener Kornwaage als Lehen übertragen. Als landesfürstlicher Richter von Gries ab 1373 und Vorstand des Heilig-Geist-Spitals von Bozen ab 1374/75 verfügte Vintler über zentrale Positionen des innerstädtischen Machtgefüges.
1385 erwarb er gemeinsam mit seinem Bruder Franz das Schloss Runkelstein. Ab 1388 ließ er dort alle Räume der Burg und auch den Burghof mit weltlichen Fresken ausmalen und schuf so den umfangreichsten heute noch erhaltenen profanen Freskenzyklus des Mittelalters.

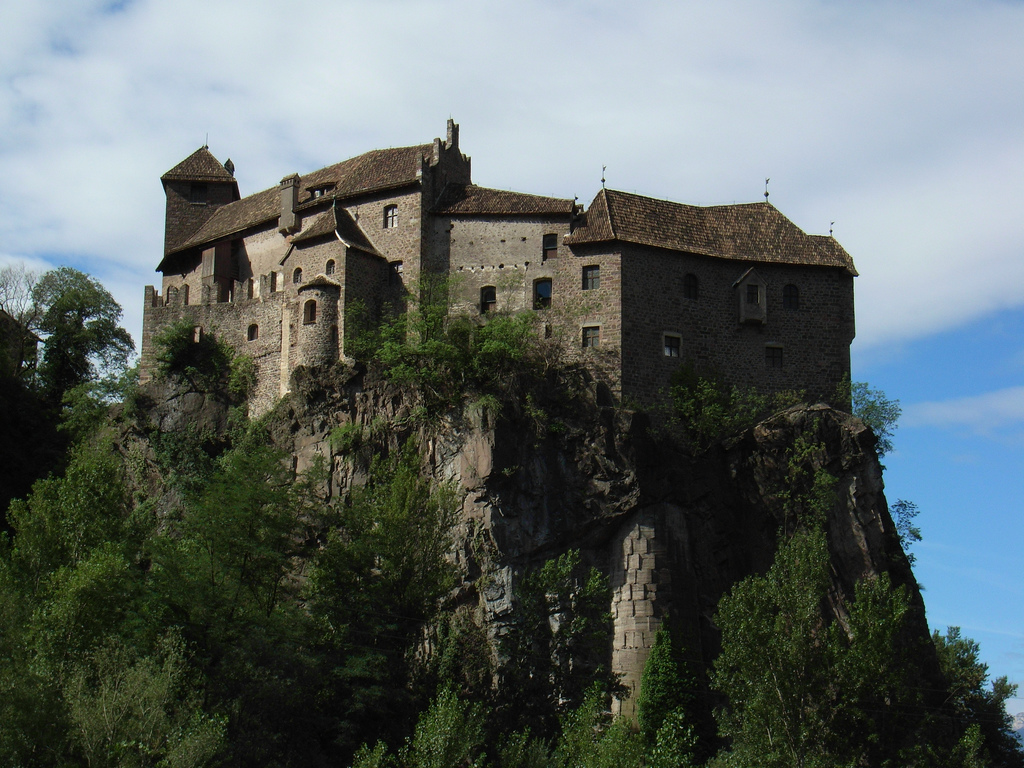
Niklaus Vintler erwarb 1385 die spätromanische Burg Runkelstein bei Bozen und ließ sie ausbauen.

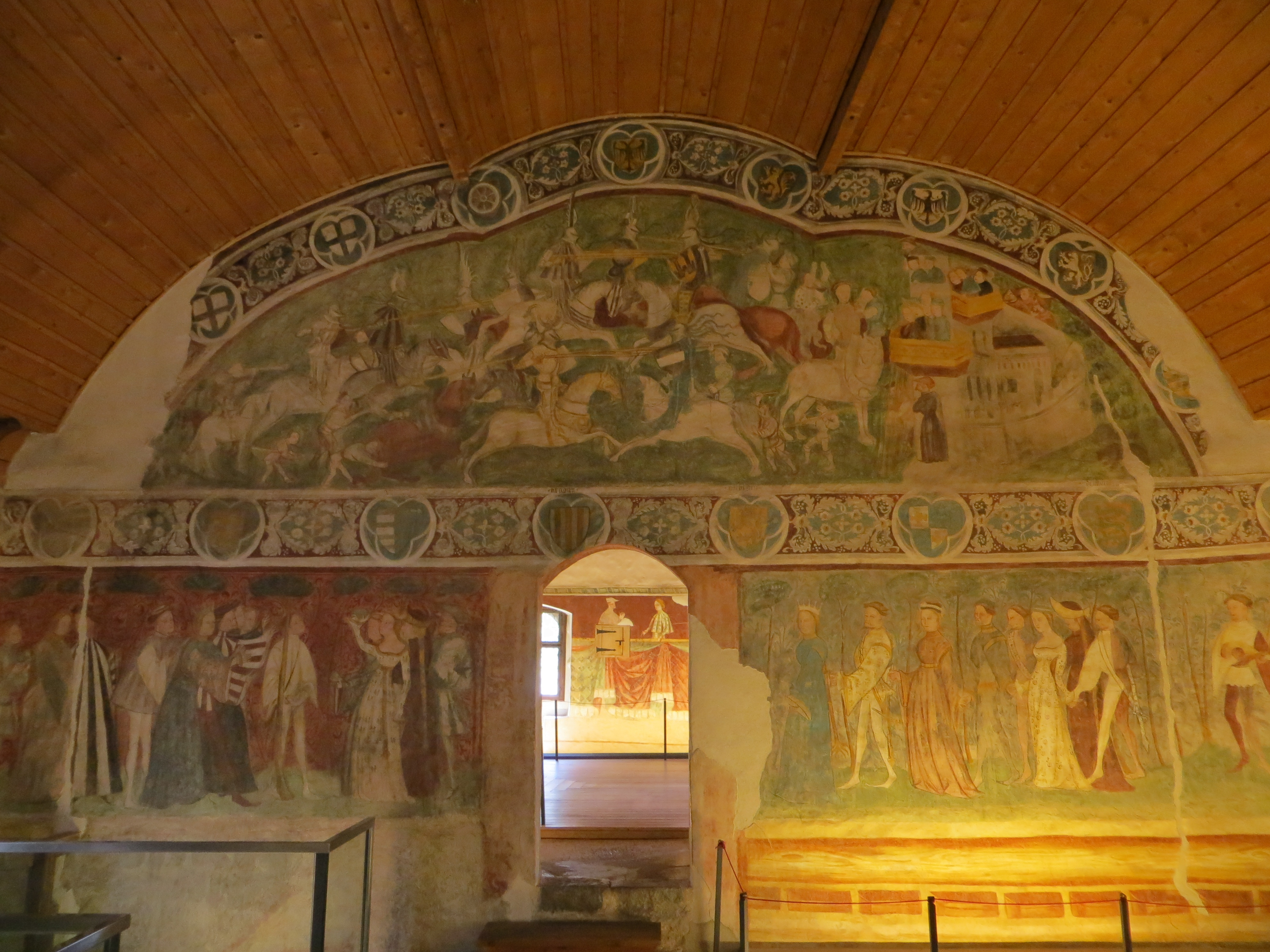
Am Rande des Turnierfreskos ließ sich Niklaus Vintler um 1394 selbst darstellen.

Das gute Verhältnis, das Niklaus Vintler zu Herzog Leopold III. hatte, setzte sich auch nach dessen Tod 1386 unter den Herzögen Albrecht III. und Leopolds Sohn Leopold IV. fort. 1392 wurde Vintler von Herzog Albrecht III. von Österreich zum obersten Amtmann in Tirol ernannt.
Zu Beginn des 15. Jahrhunderts bekleidete Niklaus Vintler das Amt des Pflegers der Burg Reinegg und des Gerichtes Sarnthein. Zu dem ab 1406 in Tirol regierenden Herzog Friedrich mit der leeren Tasche konnte Niklaus Vintler kein so gutes Verhältnis aufbauen, obwohl am 14. September 1407 der Herzog dem Niklaus Vintler Güter und Höfe in Durnholz im Sarntal versetzte, als Pfand für 1535 Dukaten, die er dem Herzog geliehen hatte. 
Zwar diente Niklaus dem Herzog als Gesandter am Hofe des Dogen in Venedig, verstrickte sich aber in finanzielle Händel, die ihm im ersten Jahrzehnt des 15. Jahrhunderts zum Verhängnis wurden. Der mächtigste Adelige im Lande, Heinrich V. von Rottenburg, hatte nämlich Herzog Leopold IV. 5000 Dukaten geliehen. Für die Rückerstattung dieses Betrages hatten die Brüder Franz und Niklaus Vintler dem Rottenburger gebürgt. Heinrich V. war 1400 gestorben, und sein Sohn Heinrich VI. von Rottenburg forderte 1407 die geliehene Summe von Herzog Friedrich mit der leeren Tasche zurück, der sie aber nicht bezahlen wollte. Deshalb hielt sich der Rottenburger am Besitz der Vintler schadlos und besetzte unter anderem die Burg Rendelstein bei Bozen. Niklaus Vintler wandte sich daraufhin an den Herzog um Hilfe, worauf Heinrich von Rottenburg die Burg Rendelstein wieder an die Vintler zurückgeben musste.

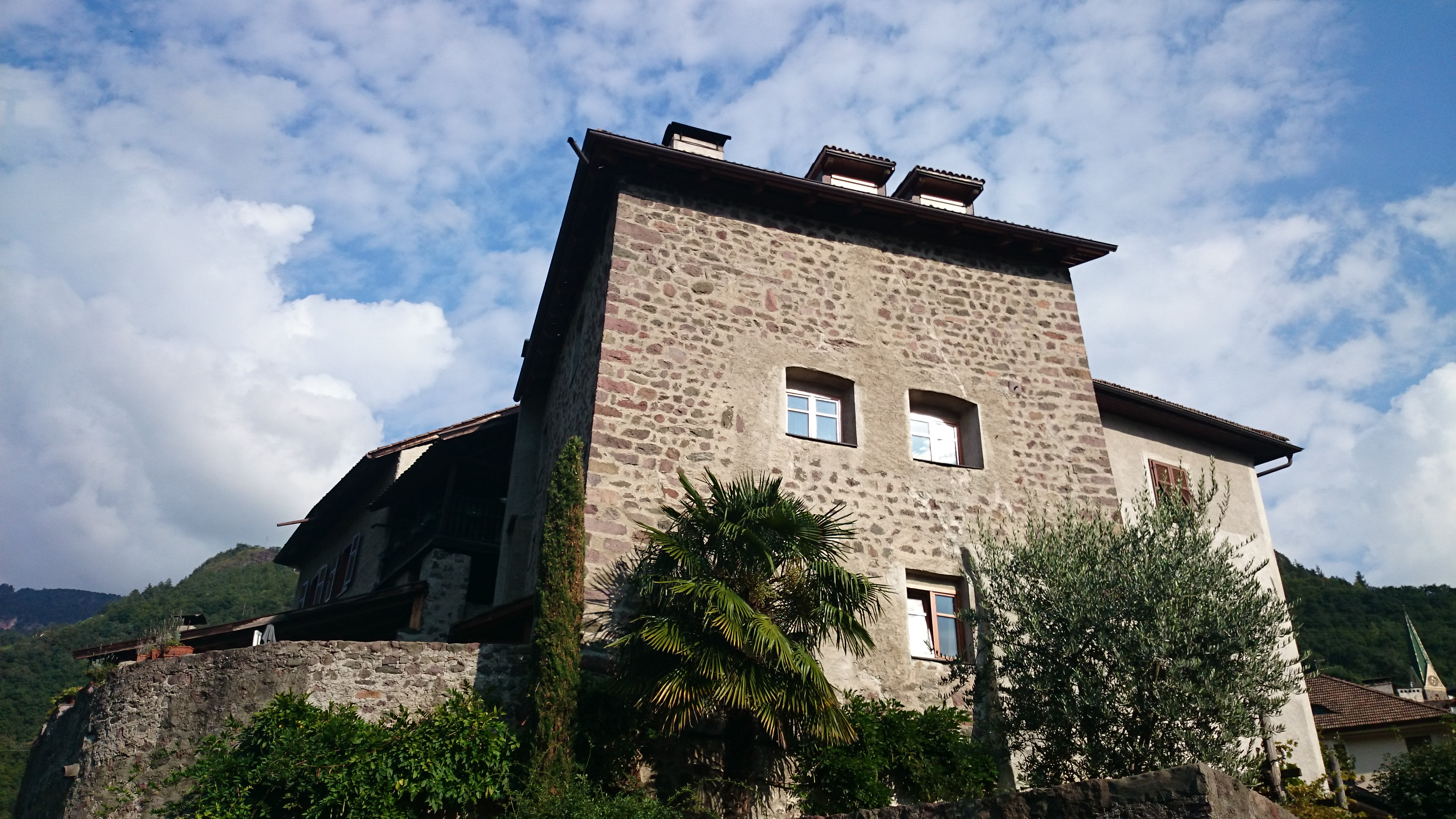
Die nahe Schloss Runkelstein gelegene Burg Rendelstein gehörte Ende des 14. Jahrhunderts ebenfalls den Vintlern.

Am 11. März 1409 kam es zwischen dem Rottenburger und den Vintlern zu einem Vergleich. In diesem behielten die Vintler die Burgen Runkelstein und Rendelstein, boten aber an, dem Rottenburger ihre Pfandbesitzungen zu übergeben, wenn er ihnen den Bürgschaftsbrief über 5000 Dukaten überließe. Diesem Vergleich versagte Friedrich aber seine Zustimmung. Er wollte unter allen Umständen verhindern, dass der Rottenburger noch mehr Pfandbesitz in seiner Hand vereinigte. Diesen Pfandbesitz gedachte Friedrich ohnehin zugunsten der landesfürstlichen Kammer einzuziehen.
Im Mai 1409 belagerte der Herzog Friedrich die Vintler auf Burg Runkelstein, um die Übergabe der Pfandbriefe an den Rottenburger zu verhindern. So kam es am 11. Mai 1409 zu einer Aussprache in Bozen. Niklaus Vintler erhielt von Herzog Friedrich freies Geleit. Der Herzog beglich die alte Schuld von 5000 Dukaten und bestätigte den Vintlern den Besitz der Eigengüter, bestand aber auf der Herausgabe der Pfandverschreibungen. Die Burg Runkelstein dürfte während dieser Vorfälle trotz zeitweiliger Belagerung nicht beschädigt worden sein.